# Rego do Pazo
Rego do Pazo (en gallego y oficialmente, O Rego do Pazo) es una aldea española, actualmente despoblada, que forma parte de la parroquia de Boimorto, del municipio de Boimorto, en la provincia de La Coruña.